# 科姆伯塔雷竞技场
国家竞技场（Arena Kombëtare）是一個全座位多用途體育場，坐落在阿尔巴尼亚首都地拉那。其前身为切马尔·斯塔法體育場。由于赞助原因，该体育场正式名称为阿尔巴尼亚航空体育场，可容納22,500人，是阿爾巴尼亞最大的體育場。
該體育場由阿爾巴尼亞足球管理機構、阿爾巴尼亞足球協會(FSHF) 和阿爾巴尼亞國家通過 Shoqëria Sportive Kuq e Zi Sh.A 擁有，Shoqëria Sportive Kuq e Zi Sh.A 是一家為建設、管理和維護該結構而成立的子公司。

## 場館位置
該體育場位於首都地拉那的市中心。就在意大利廣場上，該廣場本身就位於城市的兩個主要廣場之一，特蕾莎修女廣場，以阿爾巴尼亞出生的加爾各答聖特蕾莎的名字命名。
兩個廣場都位於民族的烈士大道的南端，那一側僅限於地拉那大學大樓和城市大公園。整個地區，包括舊的 Qemal Stafa 體育場，是在阿爾巴尼亞王國和後來的意大利佔領期間由建築師和城市規劃師Gherardo Bosio構思和建造的，阿曼多布拉西尼和弗洛雷斯塔諾迪福斯托。體育場周圍有地拉那大學、國會宮、考古博物館、藝術大學、總統府等其他公共建築。

## 外部連結
- 官方網站 （页面存档备份，存于）
- Archea Associati （页面存档备份，存于）